# دكتورز
دكتورز، هي مسلسل تلفزيوني بريطاني، أنتجه هيئة الإذاعة البريطانية، بدأ بث المسلسل منذ تاريخ 26 مارس 2000، تحتوي المسلسل على 23 موسماً وتزيد عن 4271 حلقة.